# Carolin Schäfer
Carolin Schäfer (ur. 5 grudnia 1991 w Bad Wildungen) – niemiecka lekkoatletka specjalizująca się w wielobojach.
W 2007 zdobyła w Ostrawie wicemistrzostwo świata juniorek młodszych w siedmioboju. Kolejne sukcesy odniosła w 2008 i w 2009 kiedy to została mistrzynią świata juniorek oraz mistrzynią Europy juniorek. W 2014 była czwarta na europejskim czempionacie w Zurychu. Dwa lata później zajęła 5. miejsce na igrzyskach olimpijskich w Rio de Janeiro. Wicemistrzyni świata z Londynu w siedmioboju (2017) i brązowa medalistka czempionatu Europy (2018).
Złota medalistka mistrzostw Niemiec.
Rekord życiowy w siedmioboju: 6836 pkt. (28 maja 2017, Götzis).

## Osiągnięcia
| Rok  | Impreza                               | Miejsce        | Konkurencja | Lokata      | Wynik     |
| ---- | ------------------------------------- | -------------- | ----------- | ----------- | --------- |
| 2007 | Mistrzostwa świata juniorów młodszych | Ostrawa        | siedmiobój  | 2. miejsce  | 5544 pkt. |
| 2008 | Mistrzostwa świata juniorów           | Bydgoszcz      | siedmiobój  | 1. miejsce  | 5833 pkt. |
| 2009 | Mistrzostwa Europy juniorów           | Nowy Sad       | siedmiobój  | 1. miejsce  | 5697 pkt. |
| 2011 | Młodzieżowe mistrzostwa Europy        | Ostrawa        | siedmiobój  | 5. miejsce  | 5941 pkt. |
| 2012 | Mistrzostwa Europy                    | Helsinki       | siedmiobój  | 10. miejsce | 6003 pkt. |
| 2013 | Młodzieżowe mistrzostwa Europy        | Tampere        | siedmiobój  | 6. miejsce  | 5809 pkt. |
| 2014 | Mistrzostwa Europy                    | Zurych         | siedmiobój  | 4. miejsce  | 6395 pkt. |
| 2015 | Halowe mistrzostwa Europy             | Praga          | pięciobój   | –           | DNF       |
| 2015 | Mistrzostwa świata                    | Pekin          | siedmiobój  | –           | DNF       |
| 2016 | Igrzyska olimpijskie                  | Rio de Janeiro | siedmiobój  | 5. miejsce  | 6540 pkt. |
| 2017 | Mistrzostwa świata                    | Londyn         | siedmiobój  | 2. miejsce  | 6696 pkt. |
| 2018 | Mistrzostwa Europy                    | Berlin         | siedmiobój  | 3. miejsce  | 6602 pkt. |
| 2021 | Igrzyska olimpijskie                  | Tokio          | siedmiobój  | 7. miejsce  | 6419 pkt. |
| 2022 | Mistrzostwa Europy                    | Monachium      | siedmiobój  | 6. miejsce  | 6223 pkt. |
| 2023 | Mistrzostwa świata                    | Budapeszt      | siedmiobój  | –           | DNF       |
| 2024 | Mistrzostwa Europy                    | Rzym           | siedmiobój  | –           | DNF       |
| 2024 | Igrzyska olimpijskie                  | Paryż          | siedmiobój  | 17. miejsce | 6084 pkt. |